# Бозьова
Бо́зьова (болг. Бозьова) — село в Пазарджицькій області Болгарії. Входить до складу общини Велинград.

## Населення
За даними перепису населення 2011 року у селі проживали 52 особи.
Національний склад населення села:
| Національність   | Кількість осіб | Відсоток |
| ---------------- | -------------- | -------- |
| турки            | 48             | 92,3%    |
| болгари          | 4              | 7,7%     |
| цигани           | 0              | 0%       |
| інша             | 0              | 0%       |
| не визначились   | 0              | 0%       |
| Всього відповіли | 52             |          |

Розподіл населення за віком у 2011 році:
Динаміка населення: